# Assemblea Constituent de Luxemburg
L'Assemblea Constituent de Luxemburg va ser una assemblea constituent realitzada el 1848 a Luxemburg per escriure i aprovar una nova constitució nacional.

## Història
El Gran Ducat havia estat administrativament separat del Regne Unit dels Països Baixos des de la revolució belga de 1830, però es va romandre en unió personal amb el Regne d'Holanda. La primera constitució havia estat aprovada el 1841 sota Guillem II dels Països Baixos, però va ser un document molt conservador, amb l'afirmació de l'autocràcia del Rei-Gran Duc. Amb l'esclat de les revolucions de 1848, Guillem II va canviar de ser un conservador a ser un liberal, el que va permetre la preservació de la monarquia amb vista a una recrudescència de simpaties liberals.
El 24 de març, un decret del Gran Ducat va demanar la creació d'una comissió de quinze anys per investigar com preservar el govern. El 30 de març, es va acordar, per tretze vots a favor amb dues abstencions, crear una assemblea constituent i reescriure la constitució, això va ser acceptat pel Rei-Gran Duc l'1 d'abril. Les eleccions a l'assemblea es van celebrar el 19 d'abril de 1848 i es va reunir per primera vegada el 25 d'abril, a la seu temporal del govern Ettelbruck, ja que la ciutat de Luxemburg es van considerar massa perillós per l'atmosfera revolucionària. El 29 d'abril, es van traslladar novament a la ciutat de Luxemburg, amb el recentment construït Ajuntament de Luxemburg.
L'assemblea va adoptar una constitució, el 23 de juny, i se li va donar el consentiment pel Rei-Gran Duc el 10 de juliol. La constitució adoptada va ser similar a la liberal Constitució de Bèlgica, que havia estat escrita pel Congrés Nacional durant la revolució belga. L'única diferència substancial va ser la no inclusió d'un senat, ja que el Rei-Gran-Duc va instar a donar el poder a la nova Cambra de Diputats. Un senat, el Consell d'Estat de Luxemburg, eventualment va ser creat el 1856, amb Guillem III per dictar una nova i conservadora constitució, contra els desigs de la Càmera.
La Constitució va entrar en vigor l'1 d'agost de 1848, amb un nou govern sota l'ex governador, Gaspard-Théodore-Ignace de la Fontaine, que va assumir el càrrec fins a les primeres eleccions que se celebrarien a la Cambra de Diputats, que es van realitzar el 28 de setembre de 1848. Un nou govern permanent, sota Jean-Jacques Willmar, va assumir el càrrec el 8 de desembre de 1848, completant la promulgació de la Constitució.